# Screamers (2006)
Screamers ist ein britischer Dokumentarfilm aus dem Jahr 2006, bei dem Carla Garapedian Regie führte. Der Film untersucht die Thematik, dass Völkermord gegen Anfang des 21. Jahrhunderts erneut vollzogen wird.

## Inhalt
Der Dokumentarfilm wurde in Zusammenarbeit mit der Alternative-Metal-Band System of A Down erstellt, deren Mitglieder armenische Wurzeln haben. Unter anderem ist auch Serj Tankians Großvater, der den Völkermord an den Armeniern überlebte, im Film zu sehen.
Ein weiteres Thema in Screamers ist der Negationismus des Völkermords in der heutigen Türkei und die zunehmende Neutralität der USA bei der Thematik des Völkermordes.

## Rezeption
Screamers bekam vermehrt positive Kritiken. So meinte etwa Richard James Havis im Hollywood Reporter vom 13. Dezember 2006, der Film sei „ein engagiertes Stück Agitprop, das von der Leidenschaft seiner Protagonisten profitiert.“ Dagegen kritisierte Peter Debruge den Film in der Variety vom 7. Dezember 2006: „Der Film übertönt seine leidenschaftliche Botschaft immer wieder mit Musik, was zu einer unangenehmen Mischung aus Geschichtsstunde und Konzert wird, die schwere Kost für jedes Publikum sein wird.“
Ken Hachikian, Vorsitzender des Armenian National Committee of America, beschrieb den Film als einen „kraftvollen Beitrag zur Anti-Völkermord-Bewegung.“

## Auszeichnungen
Screamers wurde 2006 auf dem AFI Fest mit dem Publikumspreis für den besten Dokumentarfilm ausgezeichnet.